# Stylosanthes bracteata
Stylosanthes bracteata är en ärtväxtart som beskrevs av Julius Rudolph Theodor Vogel. Stylosanthes bracteata ingår i släktet Stylosanthes och familjen ärtväxter. IUCN kategoriserar arten globalt som livskraftig. Inga underarter finns listade i Catalogue of Life.